# (18970) Jenniharper
(18970) Jenniharper (2000 QU168) – planetoida z pasa głównego asteroid okrążająca Słońce w ciągu 3,75 lat w średniej odległości 2,41 j.a. Odkryta 31 sierpnia 2000 roku.